# Jacek Chachaj
Jacek Leszek Chachaj (ur. 2 czerwca 1969 w Lublinie) – polski historyk, badacz dziejów nowożytnych, doktor habilitowany nauk humanistycznych, nauczyciel akademicki Katolickiego Uniwersytetu Lubelskiego Jana Pawła II.

## Życiorys
Absolwent historii Katolickiego Uniwersytetu Lubelskiego. Doktorat w 2003 (Szkolnictwo parafialne na Rusi Koronnej w okresie od XVI do XVIII wieku) i habilitacja w 2012 tamże. Pracownik Katedry Historii Europy Wschodniej w Instytucie Historii KUL. Zajmuje się: strukturami Kościoła katolickiego w epoce nowożytnej, szkolnictwem parafialnym, osadnictwem i demografią pogranicza polsko-ruskiego oraz dziejami archidiakonatu lubelskiego.

## Wybrane publikacje
- Łacińskie szkolnictwo parafialne na Rusi Koronnej od XVI do XVIII wieku, Lublin: TNKUL 2003.
- Łacińskie szkoły parafialne na terenie metropolii lwowskiej w epoce nowożytnej, Lublin: Towarzystwo Naukowe Katolickiego Uniwersytetu Lubelskiego 2005.
- (współautor: Janusz Drob), Historia: czasy nowożytne: podręcznik dla II klasy gimnazjum, Warszawa: Demart 2006 (wiele wydań).
- (współautor: Janusz Drob), Historia: wiek XIX i wielka wojna: podręcznik dla gimnazjum: klasa III, Warszawa: Wydawnictwo Szkolne PWN 2011.
- Początki kościołów lubelskich w świetle legend i przekazów historycznych, przedmowa Czesław Deptuła, wyd. 2, Lublin: Wydawnictwo Werset 2011.
- Bliżej schizmatyków niż Krakowa... : archidiakonat lubelski w XV i XVI wieku, Lublin: Wydawnictwo Werset 2012.
- Lublin - miasto Rychezy? Lubelskie szkice historyczne XI-XIV wieku, Lublin: Wydawnictwo Werset 2014.
- O początkach lubelskiej wieży zamkowej, Lublin: Wydawnictwo Werset 2020